# Harvard Stadium
Harvard Stadium es un estadio de fútbol americano universitario ubicado en el campus deportivo de la Universidad de Harvard en Boston, Massachusetts,  fue inaugurado en el año de 1903 , tiene una capacidad para albergar a 30 323 aficionados cómodamente sentados, su equipo local es Harvard Crimson perteneciente a la Ivy League de la National Collegiate Athletic Association.

## Juegos Olímpicos de Los Ángeles 1984
- Fútbol en los Juegos Olímpicos de Los Ángeles 1984

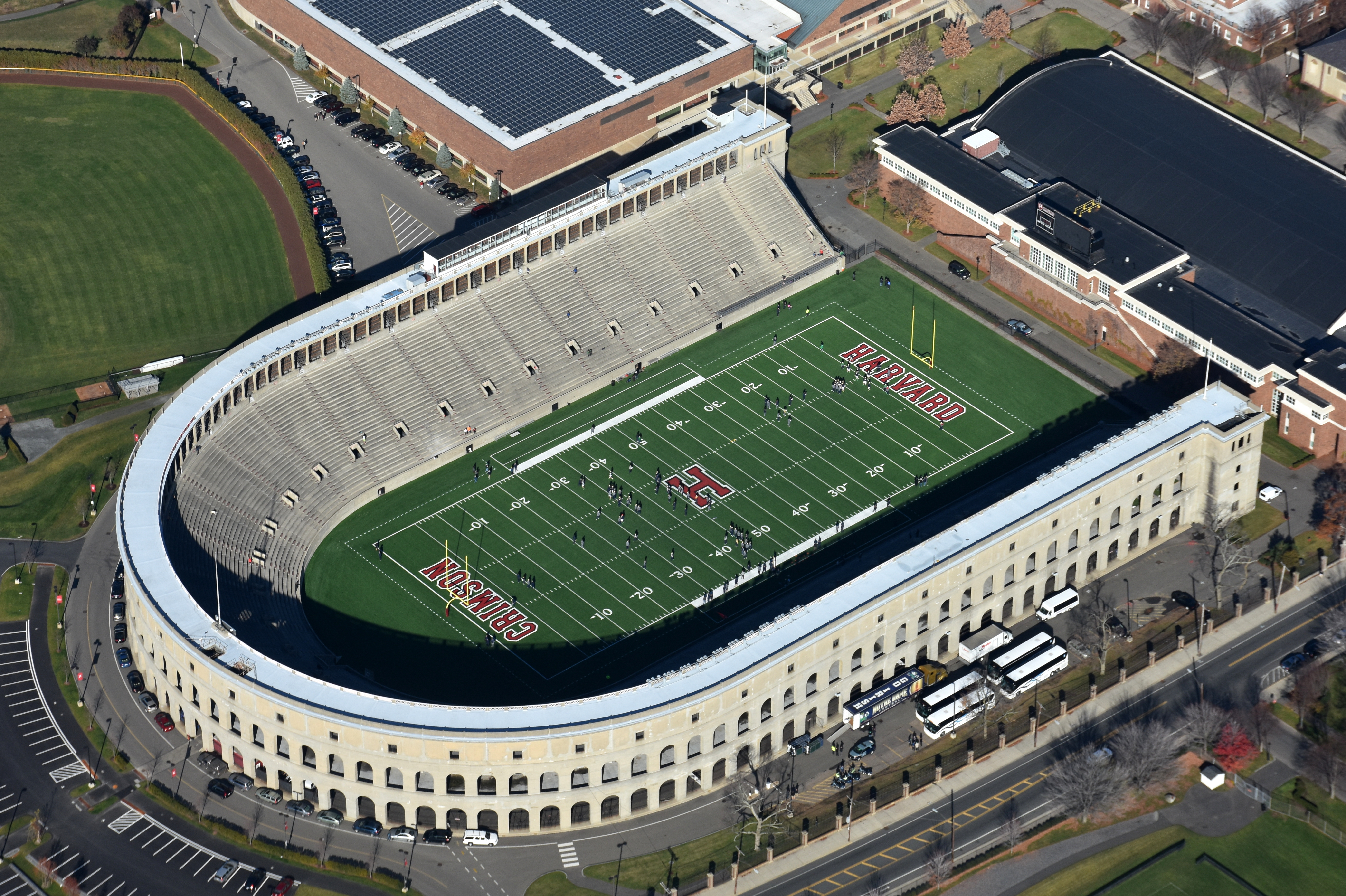
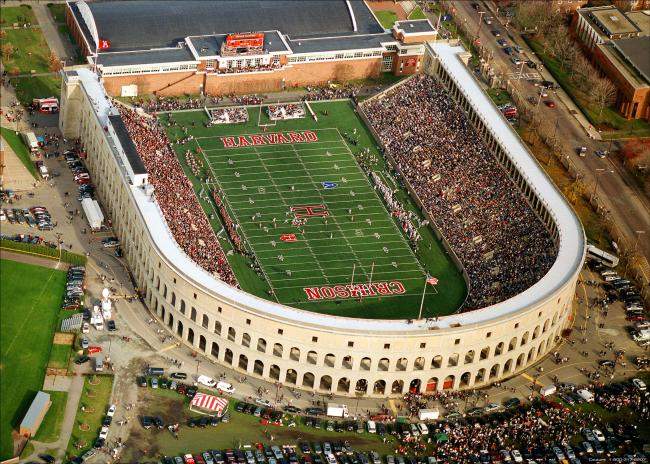

| Fecha               | Equipo  | Resultado | Equipo  | Fase    | Asistencia |
| ------------------- | ------- | --------- | ------- | ------- | ---------- |
| 29 de julio de 1984 | Noruega | 0–0       | Chile   | Grupo A | 25,000     |
| 30 de julio de 1984 | Canadá  | 1–1       | Irak    | Grupo B | 16,730     |
| 31 de julio de 1984 | Noruega | 1–2       | Francia | Grupo A | 27,832     |
| 1 de agosto de 1984 | Camerún | 1–0       | Irak    | Grupo B | 20,000     |
| 2 de agosto de 1984 | Catar   | 0–2       | Noruega | Grupo A | 17,529     |
| 3 de agosto de 1984 | Camerún | 1–3       | Canadá  | Grupo B | 27,261     |